# Iliouchine Il-14
Dimensions
L'Iliouchine Il-14 (Code OTAN : « Crate ») est un avion de transport civil et militaire soviétique mis en service en 1954. Construit par l'usine d'aviation de Tachkent, il fut également produit en RDA, en Tchécoslovaquie sous la désignation Avia 14, et en Chine sous la désignation Y-6.

## Variantes
- Il-14 : Bimoteur de ligne et de transport.
- Il-14P : Avion de ligne.
- Il-14M : Avion de ligne au fuselage allongé, 24 à 32 passagers.
- Il-14T : Avion de transport militaire.
- Il-14G : Avion de transport de fret.
- Crate-C : Avion de guerre électronique.
- Avia 14 / 14P : Il-14 et Il-14P construites sous licence par Avia en Tchécoslovaquie[1].
- Avia 14-32 : Version 32 places de l'Il-14M[1].
- Avia 14-42 : Version de 42 places avec fuselage pressurisé.
- Avia 14T : Version de transport de fret de l'Il-14M.
- Avia 14FG : Avion de surveillance aérienne.
- Avia 14 Salon : Avion de transport VIP.

## Pays utilisateurs

### Opérateurs des versions militaires
- Afghanistan
- Albanie
- Algérie
- Allemagne de l'Est
- Bulgarie
- Cambodge
- Chine
- République du Congo
- Corée du Nord
- Cuba
- Égypte
- Éthiopie
- Guinée-Bissau
- Inde
- Indonésie
- Irak
- Mongolie
- Pologne
- Roumanie
- Syrie
- Tchécoslovaquie
- Union soviétique
- Viêt Nam
- Yémen
- Yougoslavie

### Opérateurs des versions civiles

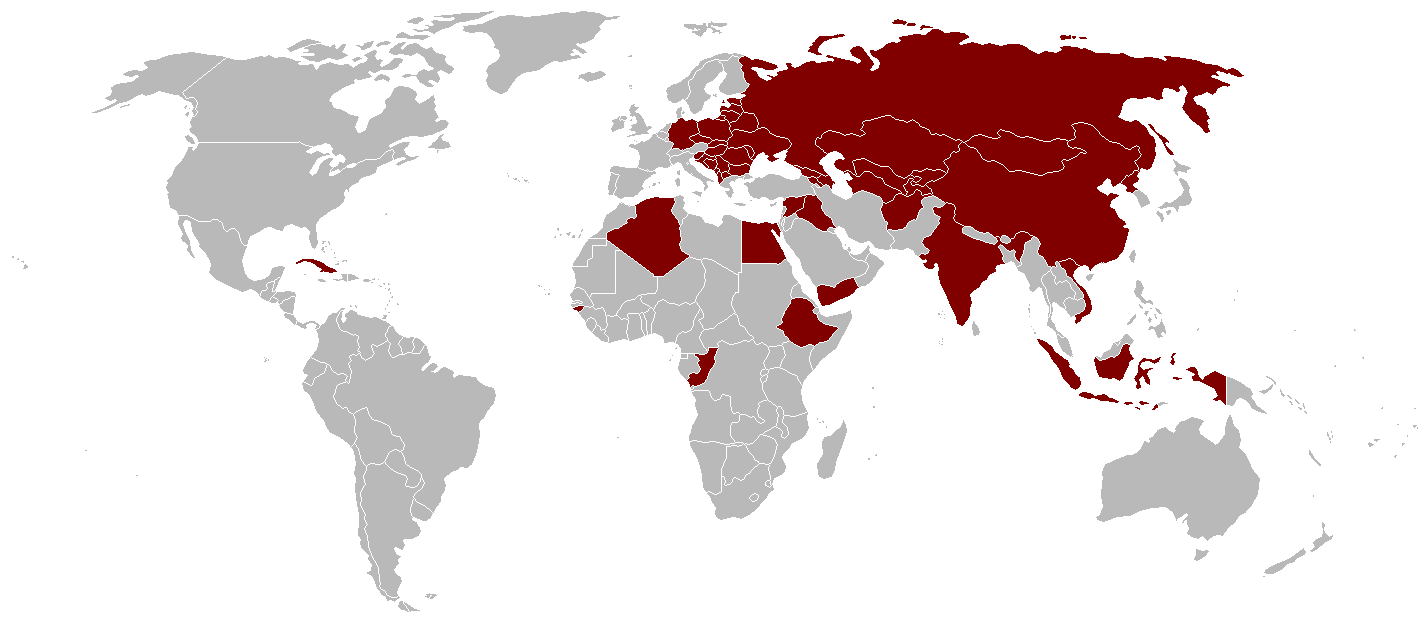
Pays utilisateurs de l'Il-14

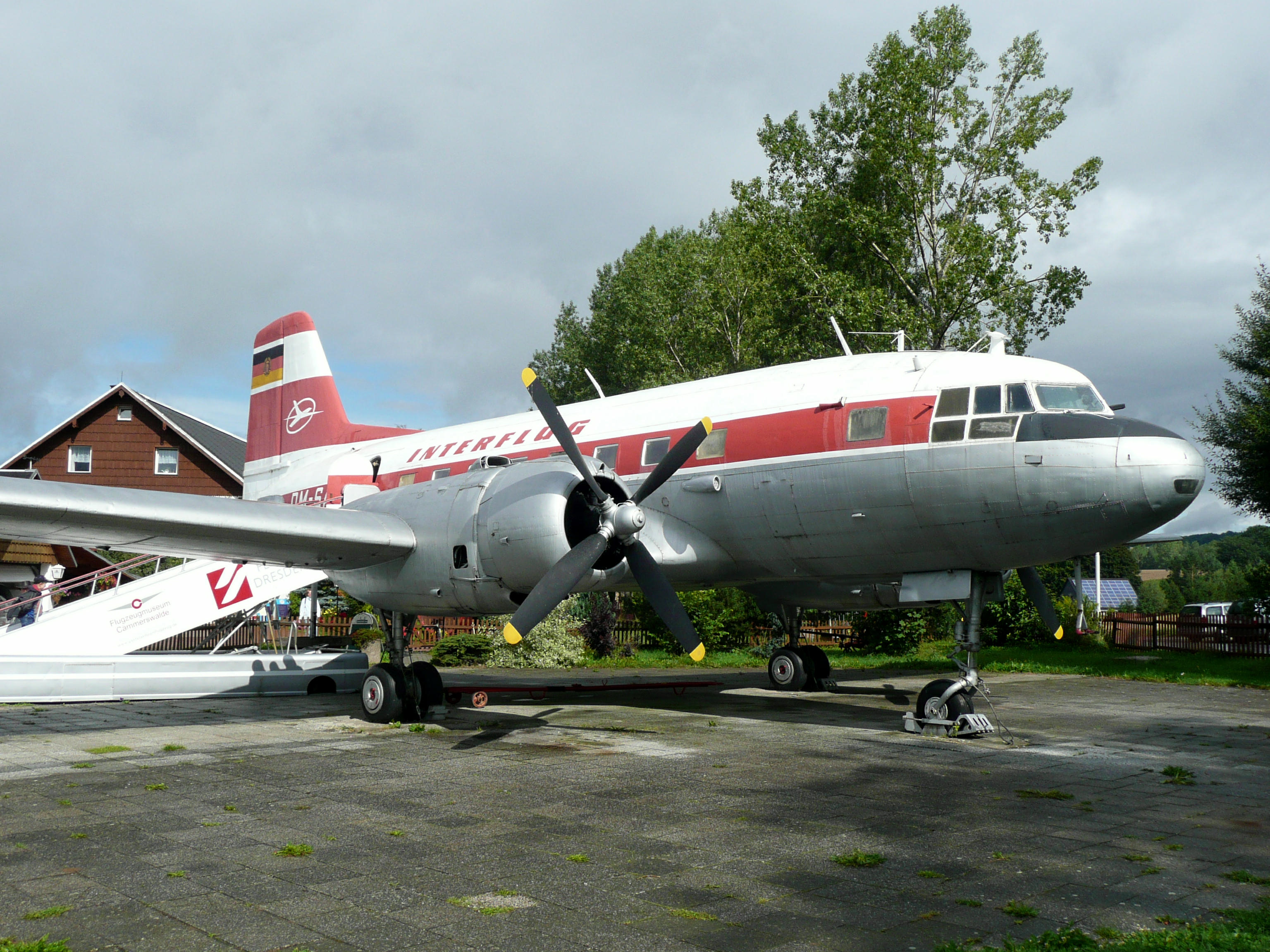
Il-14, Interflug

Bulgarie
- Tabso / Balkan Bulgarian Airlines

 Chine
- Administration de l'aviation civile de Chine
- Wuhan Airlines
- Zhongyuan Airlines
- Shanxi Airlines (en)

 Cuba
- Cubana
- Aero Caribbean

 Hongrie
- Malév

 Mali
- Air Mali

 Mongolie
- MIAT Mongolian Airlines

 Corée du Nord
- Air Koryo

 Pologne
- LOT Polish Airlines

 Allemagne de l'Est
- Interflug

 Roumanie
- Tarom

 Tchécoslovaquie
- CSA Czech Airlines

 Union soviétique
- Aeroflot

 Viêt Nam
- Aviation Civile du Vietnam

 Yémen
- Alyemda (en)

 Yougoslavie
- JAT